# Better Believe It
Better Believe It är en låt som framfördes av Aleena i den svenska Melodifestivalen 2003. Bidraget som skrevs av Anna-Lena Högdahl, Bobby Ljunggren och Tommy Lydell slutade på 6:e plats i deltävlingen i Göteborg
Melodin testades på Svensktoppen den 16 mars 2003 , men misslyckades med att ta sig in på listan .